# るり色輪廻 〜ラジオはじめて物語〜
 るり色輪廻 〜ラジオはじめて物語〜 は、小説・WEBコミック『るり色輪廻』のプロモーションのためのインターネットラジオ番組。

## パーソナリティ
- 明坂聡美（水沢留莉・瑠璃姫 役）
- 七瀬亜深（茅乃潮・珊瑚 役）
- 鶴岡聡（桃色イルカ・ジイ 役）

## 配信など
- 放送期間：2007年12月25日 - 2008年3月18日
- 配信局：音泉・BEWE…毎週火曜日

## コーナー
勝手に占いファイト！
叶えたい！るり色想い
桃色イルカのるり色吐息
- 人生ってつらいよ編
- 分かっちゃいたけど編
- 桃色妄想編
- 男たるもの編

るり色輪廻小説版おいしところつまみぐい
潮のはじめて人生相談(#12のみ)

## ラジオCD
- るり色輪廻　どらま×うた×らじお - 2008年5月16日発売

音泉などで放送された同番組全12回をMP3音声データで収録したCD-ROMと、明坂聡美の歌う「永遠が聞こえる」とラジオ内で放送されていたオリジナルドラマ「海より深き夢の色」が収録されたオーディオCDの2枚組。